# Fidiobia citri
Fidiobia citri är en stekelart som först beskrevs av Nixon 1969.  Fidiobia citri ingår i släktet Fidiobia och familjen gallmyggesteklar. Inga underarter finns listade i Catalogue of Life.